# Kronika Cartera Kanea
Kronika Cartera Kanea (The Kane Chronicles) je třetí mytologická knižní série spisovatele Ricka Riordana. Na rozdíl od předchozích (Bohové Olympu a Percy Jackson a Olympané) nepojednává o mytologickém Řecku, ale o Starověkém Egyptě. Vypráví o Carterovi a Sadie Kaneových, kteří se dostanou do střetu egyptských bohů a prastarých mágů, jež se objeví v moderním světě. V Česku již byly vydány všechny díly Rudá pyramida (The Red Pyramid), Hněv bohů (The Throne of Fire) a Rozhodující bitva (The Serpent’s Shadow).

## Příběh
Julius Kane může svou dceru vídat jen dvakrát za rok. S jejím bratrem Carterem je vezme do Britského muzea, kde otevře Rosettskou desku. Vypustí tím do světa pět bohů- Eset, Hora, Sutecha, Usira a Nebthet. Bůh Sutech zavře Julia do sarkofágu, protože ho posedl (spíše sdíleli jedno tělo, Julius nad ním měl kontrolu) Usir, jeho odvěký nepřítel. Cartera posedne bůh Hor a jeho sestru, Sadii, posedne Eset. Jejich strýc je odveze do Broklynu, kde jim vysvětlí zvláštnosti světa, ve kterém jsou bohové, a lidé jako oni. Carter a Sadie mají faraonskou krev a dokáží kouzlit. Brzy na ně začnou útočit nestvůry a začne boj proti silám chaosu, který mohou zastavit pouze oni.

## Díly
- Rudá pyramida
- Hněv bohů
- Rozhodující bitva